# Tournée suicidaire

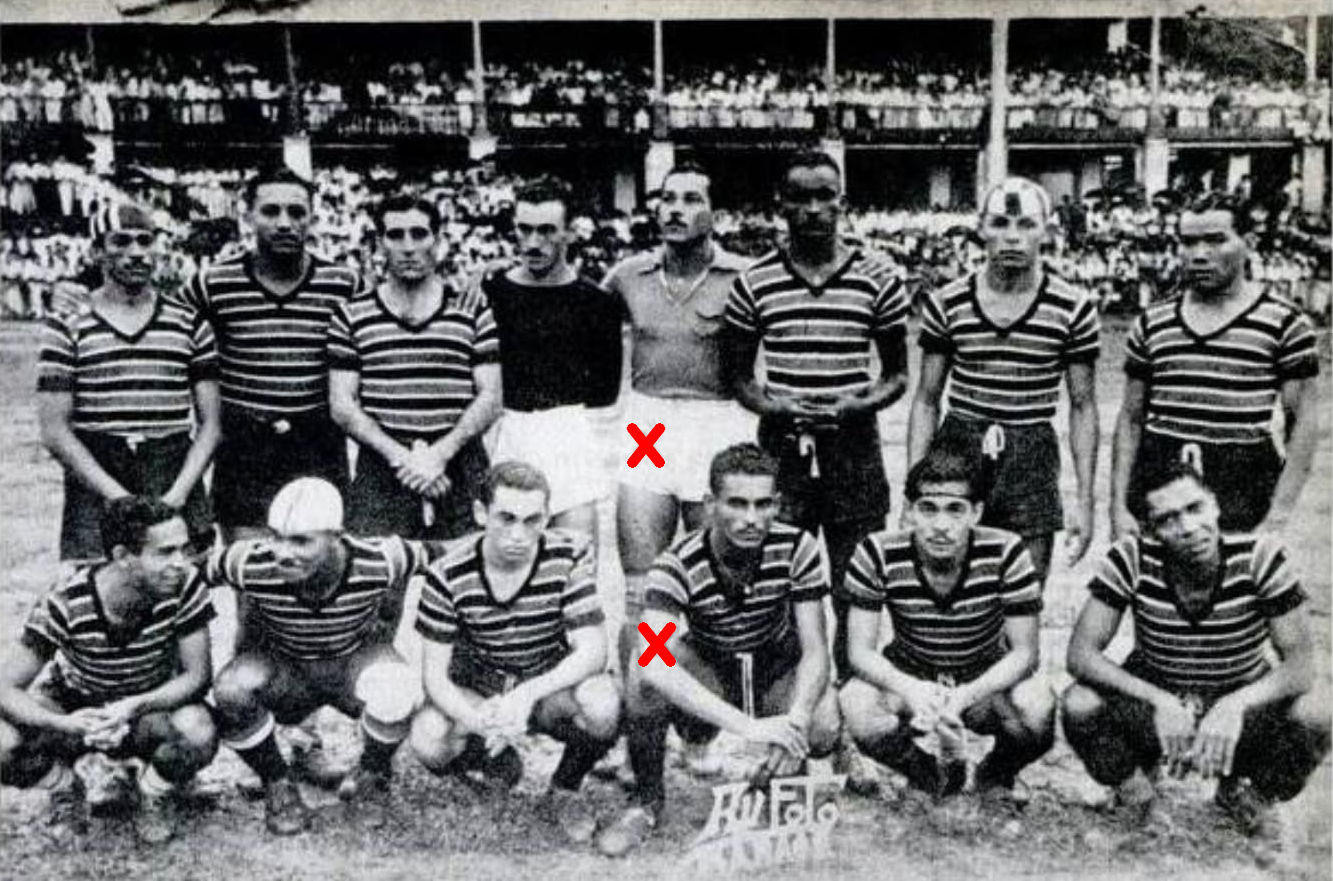
L'équipe du Santa Cruz Futebol Clube de 1943. Les joueurs marqués d'un X (King et Papeira) sont morts lors de la tournée de l'équipe.

La Tournée suicidaire (en portugais brésilien : Excursão Suicída), également appelée Tournée de la mort (Excursão da Morte), a lieu lorsque le club de football professionnel brésilien Santa Cruz Futebol Clube de Recife effectue une tournée dans la région nord du Brésil du 2 janvier 1943 au 29 avril 1943. Pendant près de quatre mois, le club dispute au moins 26 matches amicaux dans six villes différentes afin de collecter des fonds. La tournée est baptisée ainsi en raison des malheurs subis par le club, notamment le manque de fonds, la menace d'attaques allemandes (en) et les décès.
Cherchant à se remettre d'une crise financière, le club organise cinq matches à Belém. Après ces rencontres, l'équipe est invitée à prolonger sa tournée dans la région de l'Amazonas. Remontant le fleuve Amazone pendant deux semaines, le Santa Cruz Futebol Clube commence à rencontrer des problèmes à Manaus, où sept membres de la délégation de l'équipe attrapent la dysenterie. Bien que la plupart d'entre eux se soient rétablis, deux joueurs contracté la fièvre typhoïde et meurent. Deux autres joueurs quittent le club pour jouer dans des clubs de Manaus. Ne pouvant rentrer chez lui par la mer en raison de la Seconde Guerre mondiale et ayant besoin de couvrir des frais croissants, l'équipe doit retourner à Recife par voie terrestre, jouant des matches en chemin pour gagner un peu d'argent. Le voyage de retour vers Recife connaît d'autres problèmes, notamment un faux mandat d'arrêt contre un joueur, un voyage avec des voleurs et deux déraillements de train.